# Spartak Ngjela
Spartak Ngjela (* 11. Juli 1948 in Tirana) ist ein albanischer Jurist, Autor und Politiker. Er war Justizminister in der Übergangsregierung von 1997 und war zwei Mal Mitglied des albanischen Parlaments. Er ist Gründer der Partei Ligj dhe Drejtësi (Recht und Gerechtigkeit).

## Leben

### Herkunft und Ausbildung
Spartak Ngjela wurde 1948 in Tirana geboren. Er ist der Sohn von Kiço Ngjela, einem hohen Funktionär der Partei der Arbeit Albaniens, der unter anderem als Finanzminister und Minister für Außenhandel tätig war.
Ngjela absolvierte ein Jurastudium an der Universität Tirana und schloss dieses 1970 ab.

### Berufliche Laufbahn
Nach seinem Abschluss arbeitete Ngjela als Staatsanwalt in Vlora und Durrës sowie als wissenschaftlicher Mitarbeiter am Historischen Institut in Tirana.
Sein Vater Kiço wurde 1975 verhaftet, weil er angeblich die Wirtschaft des Landes sabotiert hatte – er war wohl Sündenbock für die wirtschaftlichen Probleme im Land. In der Folge wurde 1979 auch Spartak vom kommunistischen Regime wegen „Agitation und Propaganda gegen die Volksmacht“ zu 13 Jahren Gefängnis verurteilt. Sippenhaft war damals geläufig. Er verbrachte seine Haft unter anderem im Gefängnis von Burrel. 1990 wurde er freigelassen.
Nach der politischen Wende eröffnete Ngjela eine private Anwaltskanzlei, die er von 1991 bis 1997 leitete.

### Politische Laufbahn
Nach der Demokratisierung Albaniens hatte Ngjela zuerst Verbindungen zur königstreuen Partia Lëvizja e Legalitetit.
Im März 1997 wurde Spartak Ngjela in der Übergangsregierung unter Premierminister Bashkim Fino zum Justizminister ernannt. Er war Mitglied der Regierung bis Juli desselben Jahres.
Bei den Parlamentswahlen 2001 wurde er erstmals ins Parlament gewählt. Von 2001 bis 2005 vertrat er für die Demokratische Partei (PD) den Wahlkreis 38 in Tirana und war stellvertretender Vorsitzender des Justizausschusses. Bei der Wahl 2005 wurde er erneut gewählt und leitete zeitweise den Ausschuss für Justiz, öffentliche Verwaltung und Menschenrechte.
2003 war Ngjela bei den Lokalwahlen in Tirana gegen den amtierenden Bürgermeister Edi Rama angetreten und war deutlich unterlegen.
Am 12. Dezember 2008 gründete Ngjela die politische Partei Ligj dhe Drejtësi (Recht und Gerechtigkeit), nachdem er sich von der Demokratischen Partei und ihrem Vorsitzenden Berisha distanziert hatte. Die Partei war aber weder bei den Wahlen 2009 noch bei den Wahlen 2013, als sie in einer Allianz mit der Sozialistischen Partei antrat, erfolgreich und konnte nennenswert Stimmen erlangen. Später trat sie nicht mehr bei Wahlen an.

## Veröffentlichungen
Ngjela veröffentlichte mehrere Romane und politische Werke, darunter:
- Shpella e Vdekjes (Roman, 1994)
- Helena R (Roman, 1999)
- Reformë shqiptare: shmangia e karakterit tiranik të politikës (2006)
- Përkulja dhe rënia e tiranisë shqiptare 1957–2010 (2011)
- Pesë leksione për konstitucionalizmin (2015)
- Hakmarrja e një gruaje (Roman, 2018)